# ألبرت توبياس كلاي
ألبرت توبياس كلاي (بالإنجليزية: Albert Tobias Clay)‏ هو عالم آثار ومؤرخ أمريكي، ولد في 1866، وتوفي في 1925.